# Nedda (novella)
(Giovanni Verga, Nedda)
Nedda è una novella scritta da Giovanni Verga, pubblicata il 15 giugno del 1874 sulla "Rivista Italiana di Scienze, Lettere e Arti" e nello stesso anno dall'editore Brigola a Milano.

## Trama
La storia è incentrata su Nedda Di Gaudio, chiamata la "Varannisa" perché originaria di Viagrande, una semplice, innocente e rassegnata raccoglitrice di olive che abita a San Giovanni La Punta. Nedda, per assistere la madre ammalata e che in seguito morirà, è costretta a vagare di fattoria in fattoria in cerca di occupazione, sostenuta solamente dall'amore per Janu, un contadino che lavora con lei. Egli è malato di febbre malarica, ma è costretto ugualmente a salire sugli alberi per la rimondatura degli ulivi; reso estremamente debole dal male, un giorno cade dalla scala dell'albero. 
In seguito a ciò, Janu è rimasto gravemente ferito e muore dopo essere stato trasportato a casa, lasciando Nedda in attesa di una bambina. A questo punto Nedda si trova in una condizione di indigenza e viene aiutata da zio Giovanni. Anche la bimba, nata "rachitica e stenta", presto morirà, essendo la madre incapace di provvedere al suo sostentamento. La novella si conclude con le parole di Nedda che, dopo aver adagiato sul letto della madre la povera creatura, "... cogli occhi asciutti e spalancati fuor di misura. — Oh, benedetta voi, Vergine Santa! — esclamò — che mi avete tolto la mia creatura per non farla soffrire come me!". Dunque, nel finale Nedda ringrazia la Madonna della Ravanusa per non aver fatto patire alla figlia neonata una vita piena di dolore e difficoltà come la sua.

## Analisi
Nedda è considerata, assieme a Rosso Malpelo di quattro anni più tardi, l'opera che segna il passaggio, nella poetica di Verga, al Verismo, attraverso la rappresentazione oggettiva e reale di una società in degrado e, anche se, come afferma Sarah Zappulla Muscarà: "Il bozzetto siciliano non segna, come comunemente si afferma, la nuova fase dell'arte verghiana, costituisce tuttavia un momento senza dubbio fondamentale nel travaglio divenire dell'artista che, pur tra soste e ritorni, non conosce cesure o conversioni ma una graduale e coerente maturazione".
Commenta invece così Giacomo Debenedetti: "Constatiamo in Nedda una completa impossibilità di reagire ai colpi [...]. L'umiliazione fa talmente parte della sua natura che non è più stato d'animo, di cui sia consapevole, è un modo di essere, di cui non aspira a prendere coscienza [...]. E se nel racconto troviamo una denunzia delle condizioni del bracciante siciliano, questa scaturisce dalla volontà di ottenere il patetico, il compassionevole, il lacrimoso, mostrando spettacoli di desolazione, ristrettezza umana, malattia, miseria, esistenze fallite".

## Edizioni
- Giovanni Verga, Nedda. Bozzetto siciliano, Milano, Gaetano Brigola editore, 1874.
- Giovanni Verga, Tutte le novelle, collana i Meridiani, Introduzione, testo e note a cura di Carla Riccardi, 1ª ed., Arnoldo Mondadori Editore, 1979,  pp. 27 (solo la novella).